# Charles Wheatstone
Charles Wheatstone, född 6 februari 1802 i Gloucester, England, död 19 oktober 1875 i Paris, Frankrike, var en engelsk vetenskapsman och uppfinnare.
Wheatstone stal idén till mätbryggan och marknadsförde den som den välkända wheatstone-bryggan, en elektrisk koppling av stor betydelse inom elektroteknik.
Wheatstone uppfann även ett system att sända telegram medelst en pappersremsa med utstansade hål, som alstrade tecken enligt morsealfabetet, när remsan passerade en s.k. remstransmitter. Principen för en Wheatstoneremsa visas i vidstående figur.
En egenhet med detta system är att remsan vid sändning dras ryckvis med ojämn hastighet. På remsan ligger hålen för kort teckendel och hålen för lång teckendel på samma avstånd från varandra på remsan, som därför måste hejdas ett kort ögonblick, när lång teckendel ska sändas. Inte förrän den långa teckendelen sänts färdigt, kan remsan dras vidare till nästa teckendel.
Wheatstones system kom att bli dominerande för telegrafi på oceankablar.
Den första konstruktionen uppges ha kunnat sända med en hastighet av 100 ord/minut (WPM, words per minute), vilket är 4 gånger mer än kravet för förstaklass-certifikat för yrkestelegrafister. Senare förfinades apparaturen, så att sändningshastigheten kunde ökas ända till 600 WPM. Den hastigheten innebär att en normal maskinskriven A4-sida, som för en normalskicklig maskinskrivare tar 15 à 20 min att skriva in från manus, kan sändas på mindre än 1 minut med en wheatstone-transmitter. (Se Morsealfabetet för en diskussion om definition av WPM.)
Den perforator, som Sir Charles konstruerade för att stansa hålremsan hade bara 3 tangenter. En tangent för att slå det övre hålet på remsan (kort teckendel), en andra tangent för att slå remsans nedre hål (lång teckendel), och en tredje tangent för att slå ett mindre hål för tandhjulet, som driver remsan, och samtidigt förflytta remsan ett steg.
Sir Charles konstruerade också en variant av dragspel, kallad concertina.
Han blev 1836 Fellow i Royal Society, invaldes 1859 som utländsk ledamot av Kungliga Vetenskapsakademien och blev 1873 utländsk ledamot av Franska vetenskapsakademin.